# Барашти (Бузау)
Барашти (рум. Bărăști) насеље је у Румунији у округу Бузау у општини Числау. Oпштина се налази на надморској висини од 266 m.

## Становништво
Према подацима из 2002. године у насељу је живело 541 становника, од којих су сви румунске националности.